# Prințesa Louise de Saxa-Hildburghausen
Prințesa Charlotte Luise Friederike Amalie Alexandrine de Saxa-Hildburghausen, (germană Charlotte Luise Friederike Amalie Alexandrine, Prinzessin von Sachsen-Hildburghausen; 28 ianuarie 1794 – 6 aprilie 1825) a fost membră a Casei de Saxa-Hildburghausen și prințesă de Saxa-Hildburghausen (mai târziu de Saxa-Altenburg) prin naștere. Prin căsătoria cu Wilhelm, Duce de Nassau, Louise a devenit membră a Casei de Nassau-Weilburg și ducesă consort de Nassau.

## Biografie
Louise a fost al șaptelea copil al lui Frederic, Duce de Saxa-Hildburghausen și a soției sale, Ducesa Charlotte Georgine de Mecklenburg-Strelitz. Una dintre nașele sale a fost mătușa ei, Louise de Mecklenburg-Strelitz, regina consort a Prusiei. Louise și sora ei, Therese, erau considerate foarte frumoase și au fost subiect al poemului Mit drei Moosrosen de Friedrich Rückert.
În 1809, Ludwig, Prinț Moștenitor al Bavariei a vizitat Schloss Hildburghausen pentru a-și alege mireasa. Ludwig a avut de ales între Louise și Therese și în cele din urmă a ales-o pe Therese. La 24 iunie 1814, la Weilburg, Louise s-a căsătorit cu Wilhelm, Duce de Nassau, fiul cel mare al lui Frederic Wilhelm, Prinț de Nassau-Weilburg și a soției acestuia, Louise Isabelle de Kirchberg.
Louise și Wilhelm au avut opt copii:
- Auguste Luise Friederike Maximiliane Wilhelmine de Nassau (12 aprilie 1814 - 3 octombrie 1814).
- Therese Wilhelmine Friederike Isabelle Charlotte de Nassau (17 aprilie 1815 - 8 decembrie 1871). S-a căsătorit la 23 aprilie 1837 cu Ducele Peter de Oldenburg. Nepotul lor a fost generalul țarist Marele Duce Nicolai Nicolaevici Cel Tânăr.
- Adolphe, Mare Duce de Luxemburg (24 iulie 1817 – 17 noiembrie 1905). Actuala Mare Ducală famile de Luxemburg provine din descendenții lui.
- Wilhelm Karl Heinrich Friedrich de Nassau (8 septembrie 1819 - 22 aprilie 1823).
- Moritz Wilhelm August Karl Heinrich de Nassau (21 noiembrie 1820 - 23 martie 1850), necăsătorit, fără copii.
- Marie Wilhelmine Luise Friederike Henriette de Nassau (5 aprilie 1822 - 3 aprilie 1824).
- Wilhelm Karl August Friedrich de Nassau (12 august 1823 - 28 decembrie 1828).
- Marie Wilhelmine Friederike Elisabeth de Nassau (29 ianuarie 1825 - 24 martie 1902), căsătorită la 20 iunie 1842 cu Hermann, Prinț de Wied (1814-1864).[2] Fiica lor, Elisabeta, s-a căsătorit cu regele Carol I al României.

Mariajul a fost unul nefericit. Soțul Louisei nu era numai autocratic în politică ci și în cercul familiei și și-a agresat soția și copiii.
Louise a murit în 1825 la scurtă vreme după nașterea fiicei ei, Marie. După decesul ei, soțul ei s-a recăsătorit cu fiica surorii ei Charlotte, Prințesa Pauline de Württemberg (1810–1856). Luisenplatz și Luisenstraße din Wiesbaden au fost numite după Louise.